# Premios Sophia
Los Premios Sophia o Premios Anuales de la Academia Portuguesa son unos galardones otorgados de forma anual por la  Academia Portuguesa de las Artes y Ciencias Cinematográficas desde 2011 con la finalidad de premiar a los mejores profesionales en cada una de las distintas especialidades del sector. El premio consiste en un busto de Sophia de Mello Breyner Andresen. Los premios se otorgan en varias categorías distintas.

## Categorías
En español:
- Mejor Película Portuguesa
  - 2013: Tabú de Miguel Gomes.
  - 2014: A Última Vez Que Vi Macau (La última vez que vi Macao) de João Pedro Rodrigues y João Rui Guerra da Mata.
  - 2015: Os Maias - Cenas da Vida Romântica (Los mayas: escenas de la vida romántica) de João Botelho.
  - 2016: As Mil e Uma Noites (Las mil y una noches) de Miguel Gomes.
  - 2017: Cartas da Guerra (Cartas de la guerra) de Ivo Ferreira.
  - 2018: A Fábrica de Nada (La fábrica de nada) de Pedro Pinho.
  - 2019: A Herdade (Las propiedades) de Tiago Guedes
  - 2020: Variações (Variaciones) de João Maia.
  - 2021: Listen (Escuchar) de Ana Rocha de Sousa.
  - 2022: Sombra de Bruno Gascon.
  - 2023: Mal Viver (Mal vivir) de João Canijo.
  - 2024: Grand Tour (Gran recorrido) de Miguel Gomes.
- Mejor actor principal
- Mejor actriz principal
- Mejor actor de reparto
- Mejor actriz de reparto
- Mejor actor revelación
- Mejor actriz revelación
- Mejor guion original
- Mejor Guion Adaptado
- Mejor director
- Mejor director novel
- Mejor fotografía
- Mejor Dirección de Arte
- Mejor sonido
- Mejor vestuario
- Mejor Caracterización
- Mejor Edición
- Mejor Música
- Mejor Película de nacionalidad no portuguesa y versión original sea el portugués
- Mejor Película de nacionalidad no portuguesa y versión original no sea el portugués
- Mejor Película Documental El formato del largometraje
- Mejor Cortometraje de Ficción
- Mejor Corto de Animación
- Mejor Cortometraje en el formato documental
- Mejor película para televisión o miniserie portuguesa
- 3 Sophia de honor a toda su carrera cinematográfica (nacionalidad portuguesa, edad mínima 60 años, no haber recibido nunca un premio Sophia anteriormente...)
  - Sophia de honor a toda su carrera cinematográfica actor - actriz
  - Sophia de honor a toda su carrera cinematográfica director - directora / realizador
  - Sophia de honor a toda su carrera cinematográfica cualquier otra categoría